# Unierzyż (gmina)
Unierzyż (od 1973 Strzegowo-Osada) – dawna gmina wiejska istniejąca do 1954 roku w woj. warszawskim. Nazwa gminy pochodzi od wsi Unierzyż, lecz siedzibą władz gminy było Strzegowo.
W okresie międzywojennym gmina Unierzyż należała do powiatu mławskiego w woj. warszawskim. Po wojnie gmina zachowała przynależność administracyjną. Według stanu z 1 lipca 1952 roku gmina składała się z 20 gromad.
Gminę zniesiono 29 września 1954 roku wraz z reformą wprowadzającą gromady w miejsce gmin. Jednostki nie przywrócono 1 stycznia 1973 roku po reaktywowaniu gmin, utworzono natomiast jej terytorialny odpowiednik, gminę Strzegowo-Osada (od 1998 nazwa gmina Strzegowo).